# Facidia phaeophaenica
Facidia phaeophaenica là một loài bướm đêm trong họ Erebidae.